# Dubrava (gmina Kuršumlija)
Dubrava (cyr. Дубрава) – wieś w Serbii, w okręgu toplickim, w gminie Kuršumlija. W 2011 roku liczyła 30 mieszkańców.